# Scott Murray
Scott Murray (East Lothian, 15 de enero de 1976) es un exjugador británico de rugby que se desempeñaba como segunda línea.

## Selección nacional
Scott Murray jugó 87 partidos con la selección nacional de rugby de Escocia y marcó 3 Tries (15 puntos). Además fue convocado a los British and Irish Lions para la gira a Australia 2001.

### Participaciones en Copas del Mundo
Murray disputó tres Copas Mundiales. Se retiró de su selección en su último mundial Francia 2007.
| Mundial                       | Sede      | Resultado        | PJ | Tries |
| ----------------------------- | --------- | ---------------- | -- | ----- |
| Copa Mundial de Rugby de 1999 | Gales     | Cuartos de final | 3  | 0     |
| Copa Mundial de Rugby de 2003 | Australia | Cuartos de final | 4  | 0     |
| Copa Mundial de Rugby de 2007 | Francia   | Cuartos de final | 4  | 0     |

## Palmarés
- Campeón del Torneo de las Seis Naciones de 1999.